# Муздаханова, Анар Айтбаевна
Анар Айтбаевна Муздаханова (каз. Анар Айтбайқызы Мұздаханова; род. 25 мая 1964; Амангельдинский район, Костанайская область, Казахская ССР, СССР) — казахская домбристка, кюйши, композитор, заслуженный деятель Казахстана (2016).

## Биография
Анар Айтбаевна Муздаханова родился 25 мая 1964 года в селе Карасу Амангельдинского района Кустанайской области.
Отец — Айтбай Муздаханов (род. 1941) — выдающийся казахский кюйши, виртуозный домбрист, заслуженный деятель культуры Республики Казахстан (1993). Награждён орденом «Знак Почёта» (1979).
Мать — Ханзада Муздаханова (род. 1942) — пенсионер, ветеран медицинской сферы, гинеколог.
В 1986 году Окончила Алматинское музыкальное училище имени П. И. Чайковского по специальности концертная исполнительница класса домбры.
В 1998 году Окончила Аркалыкский государственный педагогический институт по специальности музыкальный преподаватель, руководитель ансамбля.
Трудовую деятельность начала в 1991 году руководителем ансамбля народных инструментов Аркалыкского Дома пионеров.
С 1991 по 1998 года — Солистка Акмолинской областной филармонии.
С 1998 года по настоящее время — Солистка оркестра казахских народных инструментов при Государственной академической филармонии акимата города Астана.
Во время гастрольных поездок в городах Казахстана, проявил фольклорное искусство в России (г. Москва), КНР (г. Пекин), Венгрии (г. Будапешт), Турции (г. Анкара), Южной Корее (г. Сеул), Великобритании (г. Лондон) и др.

## Награды и звания
- 1991 — Лауреат 1-й премии республиканского конкурса инструменталистов (Актау).
- 1994 — Государственная молодёжная премия Правительства Республики Казахстан «Дарын» в номинации народного творчества.
- 2009 — Почётная Грамота Республики Казахстан — за вклад в развитие национального искусства.[4]
- 2014 — Нагрудный знак Министерства культуры и спорта РК «Мәдениет саласының үздігі»
- 2016 — Указом Президента Республики Казахстан от 5 декабря 2016 года награждена почётным званием «Қазақстанның еңбек сіңірген қайраткері» (Заслуженный деятель Казахстана) — за большой вклад в национальную музыку и мастерство исполнения домбры.[5]
- 2018 — Звания «Почётный гражданин Амангельдинского района Костанайской области» — за вклад в социально-культурное развитие района.
- 2018 — Указом Президента Республики Казахстан от 20 июня 2018 года награждена юбилейной медалью «20 лет Астане» — за вклад в культурное развитие столицы.